# Биено (Трентино-Южен Тирол)
Вижте пояснителната страница за други значения на Биено.
Биѐно (на италиански: Bieno, на местен диалект: Bièn, Биен) е село и община в Северна Италия, автономна провинция Тренто, автономен регион Трентино-Южен Тирол. Разположено е на 815 m надморска височина. Населението на общината е 420 души (към 2015 г.).